# Pavel Šercl
Pavel Šercl (* 31. srpna 1977) je český podnikatel a provozovatel Jizerskohorského technického muzea v obci Bílý Potok ve Frýdlantském výběžku.
Jeho otec Ilja Šercl v osmdesátých letech 20. století připravoval motory závodních automobilů pro soutěže cestovních vozů stáje Racing Team Liberec a od roku 2002 je majitelem někdejší Bienertovy přádelny v Bílém Potoce. Jeho syn Pavel v ní s rodinou provozuje Jizerskohorské technické muzeum a Motorářskou strojírnu Šercl.
Po komunálních volbách v roce 2018 se stal starostou obce Bílý Potok. Od roku 2022 je členem zastupitelstva obce Bílý Potok.
Jeho manželkou byla k roku 2020 Michaela Šerclová.